# Gastroboletus dinoffii
Gastroboletus dinoffii är en svampart som beskrevs av Nouhra & Castellano 1995. Gastroboletus dinoffii ingår i släktet Gastroboletus och familjen Boletaceae.   Inga underarter finns listade i Catalogue of Life.